# 小行星11969
小行星11969（11969 Gay-Lussac）是一颗绕太阳运转的小行星，为主小行星带小行星。该小行星于1994年8月10日发现。

## 轨道参数
小行星11969的轨道半长轴为2.7846191 UA，离心率为0.079。